# Маріка конголезька
Ма́ріка танзанійська (Cinnyris congensis) — вид горобцеподібних птахів родини нектаркових (Nectariniidae). Мешкає в Центральній Африці.

## Поширення і екологія
Конголезькі маріки мешкають в долині річки Конго в Демократичній Республіці Конго і Республіці Конго. Живуть у вологих рівнинних тропічних лісах і чагарникових заростях.